# Guld-Greta – en hisnande kärlekshistoria
Guld-Greta – en hisnande kärlekshistoria är en svensk dokumentär från 2016 gjord av SVT:s Jens Lind. Den visar simhopperskan Greta Johanssons liv och karriär.